# اوزمافيا
تُعد اوزمافيا باليابانية オズマフィア لعبة من إنتاج شركة Poni-Pachet SY اليابانية للالعاب تم الإفراج علي نسخة للكمبيوتر الشخصي في 28 يونيو 2013 وتم إصدار نسخة اخري علي جهاز سوني بلايستيشن فيتا من قبل شركة HuneX اليابانية في 26 فبراير 2015 تحت اسم اوزمافيا فيفيس وعندما لاقت اللعبة نجاح كبير في اليابان قررت الشركة إنتاج انمي علي اساس اللعبة من إنتاج استديوهات كريتورز ان باك مكون من 12 حلقة حيث تم الإفراج عن الانمي القصير في الفترة بين يوليو وسبتمبر 2016 

## قصة اللعبة
تدور قصة اللعبة حول فتاة تدعي فوكا/هوركا لا تذكر شئ عن حياتها الماضية تدخل مدينة غريبة اثناء ذلك يلاحقها شخص مجهول الهوية تعرف فوكا بمرور الوقت ان هذا الشخص أحد افراد عائلة اوز التي كانت تشكل احدي عصابات المافيا التي كانت تحكم المدينة سابقاً بساعدها ايضاً ذلك الشخص للتهرب من المافيا التي تريد ان تعرف هويتهم السرية تدخل فوكا في قتالات عديدة وتكون صداقات كثيرة ايضاً وتريد ان تعرف فوكا ما السبب خلف فقدانها الذاكرة؟ من هم عائلتها؟ من ذلك الشخص الذي ساعدها في الهرب من المافيا؟

## قصة الانمي
قصة الانمي مختلفة عن اللعبة بشكل كبير فلا توجد فوكا في الانمي رغم تواجدها في اللعبة 
تدور القصة حول فتي يسمي بسكارليت ينضم الي اكاديمية اوز حيث ضل طريقه يلاحقه رجل يدعي سيزار بالبندقية ظناً منه انه جاسوس يريد ان يتلصص علي الاكاديمية ويمر سكارليت بمواقف كوميدية مع استاذته الجدد (كارميا وكيري واكسل) فعليه اجتياز اختبارتهم الغربية ليصبح عضو معهم في الاكاديمية في نفس الوقت يحاول اكاديمة غريم الدخول معهم في معارك ذات طابع كوميدي

## الشخصيات
هاركا/فوكا (الشخصية الرئيسية في اللعبة فقط) 
مؤدية الشخصية: ريكو هانامورا 
هاركا/فوكا هي فتاة هائمة لا تعلم من هي فاقدة ذكرياتها لا تعرف شئ عن حياتها من هم اهلها تذهب لمدينة غربية حيث تلتقي بعائلة اوز الذهين يعملون علي مساعدتها كي تستعيد ذكرياتها 
سكارليت (الشخصية الرئيسية للانمي)
هو فتي ينضم لاكادمية اوز بهدف تعلم السحر ويلقي الكثير من المصاعب بسبب استاذته من عائلة اوز 
و يظهر في اللعبة علي انه يقدم النصائح لفوكا كي لا تجعلها طيبتها الزائدة مصدر لوقوعها في المتاعب 
و يعد أحد افراد عائلة غريم في اللعبة 
- عائلة اوز

يعد الشخصيات الثلاثة في عائلة اوز معلمين في اكاديمية اوز 
كارميا 
مودي الصوت 
هو رئيس عائلة اوز ويعتبر شخص ذو مكانة كبيرة في المجتمع ويظهر ظله على شكل اسد وهو أحد سحرة اوز ويظهر في 
كيري 
هو ثاني فرد في عائلة اوز من حيث الاهمية وعلي الرغم من انه يبدو ودود الا انه حاد الطباع عندما يغضب ويظهر ظله على شكل فزاعة الطيور وهو أحد سحرة اوز 
اكسل 
هو ثالث أهم فرد في عائلة اوز يحب اتباع الاوامر والشخص الصادق لكن لا يحب من يعبثون معه ويظهر ظله على شكل حلية من القصدير هو أحد سحرة اوز ويظهر في اللعبة علي انه يصدق فوكا ويساعدها علي تذكر هويتها 
سيزار 
هو حارس اكادمية اوز ويلاحق الاشخاص الغرباء ويدعوه افراد عائلة اوز الثلاثة بالذئب 
يودي ユーディ 
هو أحد أعضاء عائلة اوز يحب الفتيات التي تنضم لاكادمية اوز فيبدو انه شخصية مشاغبة ذات طابع كوميدي 
عائلة غريم 
هاملين 
هو رئيس عائلة غريم رجل ذو مظهر مريب اثناء حزنه يغطي وجهه ابتسامة كبيرة ولا يعرف أحد كيف يفكر انه بمثابة اللغز دوماً ما يوبخه سكارليت لانه لا يهتم بافراد عائلته لذلك قرر ان يبتعد عنهم يظهر في اللعبة علي انه يقبض علي فوكا حيث تعتبره لا تعرف هل هو رجل جيد أو رجل سيئ ويظهر في الانمي علي انه رئيس اكاديمية غريم 
هانسل 
هو أخو جريتل التوام وله مكانه كبيرة في عائلة غريم يظهر في الانمي علي انه أحد طلاب اكادمية غريم ويظهر في اللعبة علي انه أحد الافراد الكبار في عائلة غريم
جريتتل 
هو اخت هانسيل التوام ولها مكانه كبيرة في عائلة غريم يظهر في الانمي علي انها احدي طلاب اكادمية غريم وتظهر في اللعبة علي انها أحد الافراد الكبار في عائلة غريم

## روابط خارجية باللغة اليابانية
- الموقع الرسمي (باللغة اليابانية)
  - موقع اللعبة
  - OZMAFIA!!-vivace- موقع لعبة البلايستيشن فيتا
- アニメ「OZMAFIA!!」公式サイト
- Poni-Pachet（ポニパチェ） على تويتر. موقع الشركة المنتجة علي تويتر
- TVアニメ『OZMAFIA!!』公式 على تويتر. موقع الانمي واللعبة علي تويتر
- OZMAFIA‼スタッフブログ 「STAFF NOTE」 موقع اوزمافيا علي موقع الشركة المنتجة